# Джеймс Франклін
Джеймс Франклін (англ. James Franklin: 1783-1834) — британський військовик і натураліст. У 1805 році поступив на службу кадетом до Британської Ост-Індійської компанії. Під час служби збирав птахів для Азійського товариства. Він зібрав, замалював та описав понад 200 зразків птахів. У 1831 році Франклін опублікував описи птахів, яких зібрав. Деякі з таксонів визнані синонімами. За Франкліном визнано авторство шести видів птахів:
- Butastur teesa
- Bubo bengalensis
- Ammomanes phoenicura
- Alauda gulgula
- Dumetia hyperythra
- Salpornis spilonota